# Kartotéka

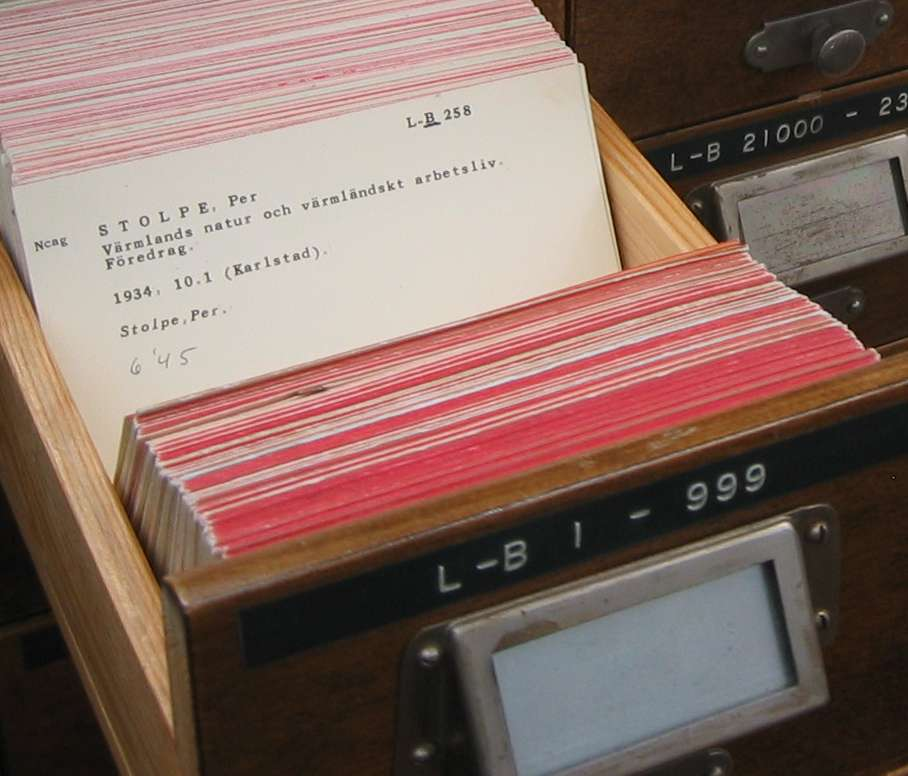
Kartotéka

Kartotéka, česky také lístkovnice, označuje fakticky uspořádaný (setříděný, seřazený) soubor obvykle papírových lístků s na nich zapsanými určitými údaji řazený podle daných zásad, např.:
- podle abecedy
- podle číselného označení
- u osob podle bydliště

Jedná se o jednoduchou evidenční a informační pomůcku.
Kartotéční záznamy lze dělit na :
- lístkovnice osobní (např. zdravotní, kriminalistické atd.)
- věcné (např. lístkovnice inventární, skladové, knihovnické, archivní apod.)

- Jedná se o prostor o uložení kartotéčních lístků např.:
  - krabice, škatule, šuple
  - skříň, almara
  - místnost, pokoj, ordinace
  - trezor

## Dějiny
Používání kartiček k vytvoření přehledných záznamů bylo vynálezem Carla Linnaea, přírodovědce 18. století, jenž je znám jako „otec moderní taxonomie“ díky své práci na kategorizaci druhů. Potřeboval si vytvořit systém k organizování dat, který by byl snadno expandovatelný a schopný být snadno přerovnán. Proto nechal každý údaj na jednotlivém lístku, a tak mohl snadno přidat nové záznamy a jednoduše je přeorganizovávat.
Lístkový katalog tak, jak jej známe, se objevil v 19. století a Melvil Dewey standardizoval indexové lístky používané v knihovních katalozích v 70. letech 19. století.
Na konci 90. let 19. století byly vynalezeny edge-notched cards, které umožňovaly snadno třídit data pomocí nástroje jehlovitého tvaru. Ty pak byly opuštěny až v 80. letech 20. století a nahrazeny počítačovými databázemí.